# Kira Kira Killer
Singles de Kyary Pamyu Pamyu
Family Party
(16 avril 2014) Mondai Girl
(18 mars 2015)
Kira Kira Killer (きらきらキラー, Tueur brillant) est un single physique de la chanteuse pop japonaise Kyary Pamyu Pamyu.

## Détails
Il est sorti le 11 juin 2014 sur le label Unborde de Warner Music Group en une seule édition. Le single a été limité à 7777 exemplaires, chaque exemplaire est accompagné de quatre produits,:
- Un autocollant ;
- Un sac de vinyle illustré dans les photos d'emballage ;
- Un mini-poster signé ;
- L'un des quatre billets de tombola pour gagner soit :
  - Un élastique à cheveux (777 gagnants) ;
  - Un T-shirt correspondant percé par une flèche rappelant le vidéo-clip (777 gagnants) ;
  - Un masque correspondant à celui porté par Kyary dans le clip (77 gagnants) ;
  - L'un des objets personnels de Kyary Pamyu Pamyu (1 seul gagnant) .

La chanson-titre a été utilisée comme spot publicitaire pour Smart Pass. En outre, la chanson porte sur le thème de la chance.
La chanson figurera sur le troisième album de la chanteuse, intitulé Pika Pika Fantajin, qui sortira un mois après le single.
Le vidéoclip a été publié sur la chaîne YouTube officielle de l'artiste le 24 juin 2014.
Contrairement aux singles précédents de la chanteuse, le single ne contient pas de chanson face-B inédite ni de versions instrumentales, en revanche seulement la version normale et remixée de la chanson-titre.

## Liste des titres
Toutes les chansons sont écrites et composées par Yasutaka Nakata.
| CD   | CD                                               | CD    | CD | CD | CD | CD | CD | CD | CD |
| No   | Titre                                            | Durée |    |    |    |    |    |    |    |
| ---- | ------------------------------------------------ | ----- | -- | -- | -- | -- | -- | -- | -- |
| 1.   | Kira Kira Killer (きらきらキラー)                | 4:16  |    |    |    |    |    |    |    |
| 2.   | Kira Kira Killer -extended mix- (きらきらキラー) | 5:11  |    |    |    |    |    |    |    |
| 9:27 |                                                  |       |    |    |    |    |    |    |    |

## Crédits de la pochette
- Steve Nakamura – Directeur artistique, designer
- Shinji Konishi – Coiffure, maquillage
- Kumiko Iijima – Styliste
- Takeshi Hanzawa – Photographe